# Boquim (microregio)
Boquim is een van de 13 microregio's van de Braziliaanse deelstaat Sergipe. Zij ligt in de mesoregio Leste Sergipano en grenst aan de microregio's Entre Rios (BA), Alagoinhas (BA), Ribeira do Pombal (BA), Tobias Barreto, Agreste de Lagarto en Estância. De microregio heeft een oppervlakte van ca. 1.896 km². In 2006 werd het inwoneraantal geschat op 156.961.
Acht gemeenten behoren tot deze microregio:
- Arauá
- Boquim
- Cristinápolis
- Itabaianinha
- Pedrinhas
- Salgado
- Tomar do Geru
- Umbaúba

Mesoregio's: Agreste Sergipano · Leste Sergipano · Sertão Sergipano

Microregio's: Agreste de Itabaiana · Agreste de Lagarto · Aracaju · Baixo Cotinguiba · Boquim · Carira · Cotinguiba · Estância · Japaratuba · Nossa Senhora das Dores · Propriá · Tobias Barreto · Sergipana do Sertão do São Francisco